# Grizzlor
Grizzlor è un personaggio della linea di giocattoli Masters of the Universe. È uno dei membri dell'Orda infernale, un esercito dei guerrieri selvaggi, che portano un pipistrello rosso sul torace, simbolo della loro fedeltà al crudele Hordak. Il suo personaggio compare nella serie animata She-Ra, la principessa del potere.
È dotato di lunghi peli bruni che gli circondano il viso a mo' di criniera e gli stessi si possono trovare anche sul torace, mentre la sua bocca presenta un paio di lunghi denti esterni da tricheco. Nonostante il suo aspetto terrificante, e le leggende che circondano il suo personaggio (almeno nei fumetti che accompagnavano la serie animata e le action figure), Grizzlor è uno dei personaggi meno intelligenti nell'universo di Masters of the Universe, dipinto il più delle volte come un servo di Hordak privo di carattere, e dotato soltanto di una forza animalesca. Nella serie She-Ra, la principessa del potere, il suo personaggio viene reso sempre meno selvaggio e talmente umano, da essere in grado di utilizzare un computer, probabilmente per renderlo più accettabile per un pubblico giovanissimo. In ogni caso non gli viene mai riservato un ruolo di particolare rilievo, ed è più che altro uno dei tanti "nemici" sullo sfondo della serie.